# 敬礼乐
敬礼乐是军乐队为迎接重要人物而演奏荣誉军乐之前，用鼓和号角先奏的一段开场音乐；敬礼乐根据对象的阶级或地位，有一至三或四次演奏等级，例如：准将（一颗将星）演奏一次、少将（两颗将星）演奏两次，以此类推；演奏敬礼乐以后，紧接着演奏迎接重要人物的荣誉军乐。

## 各国敬礼乐

### 以色列
以色列国防军仪仗队在举枪敬礼时，军乐队会奏响敬礼乐以示敬意；根据对象的不同身份，会演奏一至三次敬礼乐。
- 以色列总统、外国使节：三次敬礼乐
- 以色列总理、以色列国会成员：两次敬礼乐
- 内阁成员：一次敬礼乐

### 意大利
意大利军乐队奏响的敬礼乐称为，会在升旗仪式或重要人物入场等关键时刻响起，紧接着根据具体情况演奏特定的荣誉军乐，例如：国歌、军事进行曲和传统军乐等曲目。

### 大韩民国
根据国防部颁布《军仪令》（군예식령），国军军乐队在演奏《大韩民国国歌》 或《凤凰颂》前，会演奏四次“冠乐”（관악，即敬礼乐），后者是韩国总统专属的荣誉军乐，其他荣誉军乐包括《无穷花》（文官）和《将星进行曲》（将官）。冠乐的演奏次数取决于军衔或官职，准将演奏一次、少将演奏两次、中将演奏两次、上将演奏四次，元帅的演奏次数与上将相同为四次；国务院委员及其他文职公职人员为三级官员演奏一次、二级官员演奏两次、一级官员演奏三次，以及副部级以上官员演奏四次。

### 菲律宾
菲律宾军乐队为菲律宾总统演奏《菲律宾国歌》或《总统敬礼》（》前，会演奏四次敬礼乐，在军事典礼中会同时鸣放21响礼炮。

### 中华民国
中华民国国军对高级军官应整队行礼，队长行撇刀礼或举手礼、士兵行扶枪礼，并且目迎目送，号兵吹奏敬礼乐。
- 一级上将或中央特派校阅主任：四次敬礼乐
- 二级上将：三次敬礼乐
- 中将：两次敬礼乐
- 少将：一次敬礼乐

### 美国
美国军队敬礼乐称为（“轻擂鼓声和华丽号角声”），使用鼓和军号演奏，军乐迎接美国总统演奏《向统帅致敬》前，会先奏四次敬礼乐；军乐迎接美国副总统演奏《哥伦比亚万岁》，同样也是先奏四次敬礼乐。演奏敬礼乐的次数最多仅限四次， 外交场合无论演奏美国国歌或外国国歌，在奏响国歌之前都会演奏四次敬礼乐。
各军种将官和海军将领会根据阶级星数，演奏相同次数的敬礼乐，然后演奏“将军进行曲”或“海军上将进行曲”，唯一例外的是五星上将，演奏次数与上将相同为四次；实际上，区分五星上将毫无意义，因为现今就没有人晋升过这个阶级，并且美国总统和国防部长处在指挥系统中的上级，也仅是演奏四次敬礼乐。
尽管大致相同，但美国海军拥有不同的“礼仪规范”（Table of Honors），具体列出不同级别官员应配备多少名“侍从”，即长官或贵宾在上下船时站在舷梯的海兵数量，例如：海军陆战队中将匹配八名海兵、海军陆战队少将匹配六名海兵，在此规范中匹配八名海兵代表适用三或四次敬礼乐。

### 梵蒂冈
梵蒂冈在新当选教宗首次公开露面时，会奏响三次敬礼乐，并演奏精简版的《教宗进行曲》。